# 506 Marion
506 Marion
506 Marion là một tiểu hành tinh ở vành đai chính. Nó được xếp loại tiểu hành tinh kiểu C, có kích thước xấp xỉ 104 km (64,6 dặm).
Tiểu hành tinh này do Raymond Smith Dugan phát hiện ngày 17.2.1903 ở Heidelberg, và được đặt theo tên Marion Orcutt, anh em họ của Raymond Smith Dugan.